# Albert Anker
Albert Samuel Anker (ur. 1 kwietnia 1831 w Ins, zm. 16 lipca 1910 tamże) – szwajcarski malarz i grafik, zajmujący się malarstwem rodzajowym – scenami z życia Szwajcarów.

## Życiorys
Był drugim z trojga dzieci lekarza weterynarii Samuela Ankera (1791–1860). W latach 1845–1848 uczył się prywatnie rysunku w Neuchâtel u Louisa Wallingera.
Od roku 1849 uczęszczał do gimnazjum w Bernie. Po uzyskaniu matury w 1851 roku rozpoczął studia teologiczne. W 1853 roku postanowił porzucić studia i zostać malarzem.
W latach 1855–1860 studiował w Paryżu w École nationale supérieure des beaux-arts. W latach 1859–1885 wystawiał swoje prace na Salonie Paryskim. Po śmierci ojca w 1860 roku odziedziczył jego dom w Ins, gdzie początkowo spędzał tylko letnie miesiące, na zimę wracając do Paryża. W latach 1866–1882 zarabiał na życie jako malarz-dekorator ceramiki. W latach 1870–1874 był członkiem Wielkiej Rady Kantonu Berneńskiego i przyczynił się do powstania miejscowego muzeum.
Organizował szwajcarską ekspozycję na Wystawie Światowej 1878 w Paryżu. Otrzymał wtedy order Oficera Legii Honorowej. W roku 1900 Uniwersytet w Bernie nadał mu doktorat honoris causa. W roku 1901 uległ wylewowi, który spowodował paraliż prawej ręki. Od tego czasu ograniczył się do malowania akwareli.
Albert Anker pozostawił wiele obrazów rodzajowych, poświęconych życiu rodzinnemu współczesnych mu Szwajcarów, w tym członków jego rodziny. Ożenił się w roku 1864 z Anną Rüfli (1835–1917) i został ojcem sześciorga dzieci. W jego przedstawianiu dzieci widoczne są wpływy pedagogów Jeana-Jacques’a Rousseau (1712–1778) i Johanna Heinricha Pestalozziego (1746–1827).

## Galeria

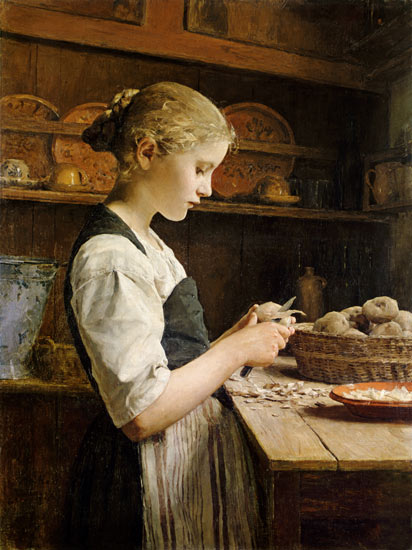
Obierająca ziemniaki
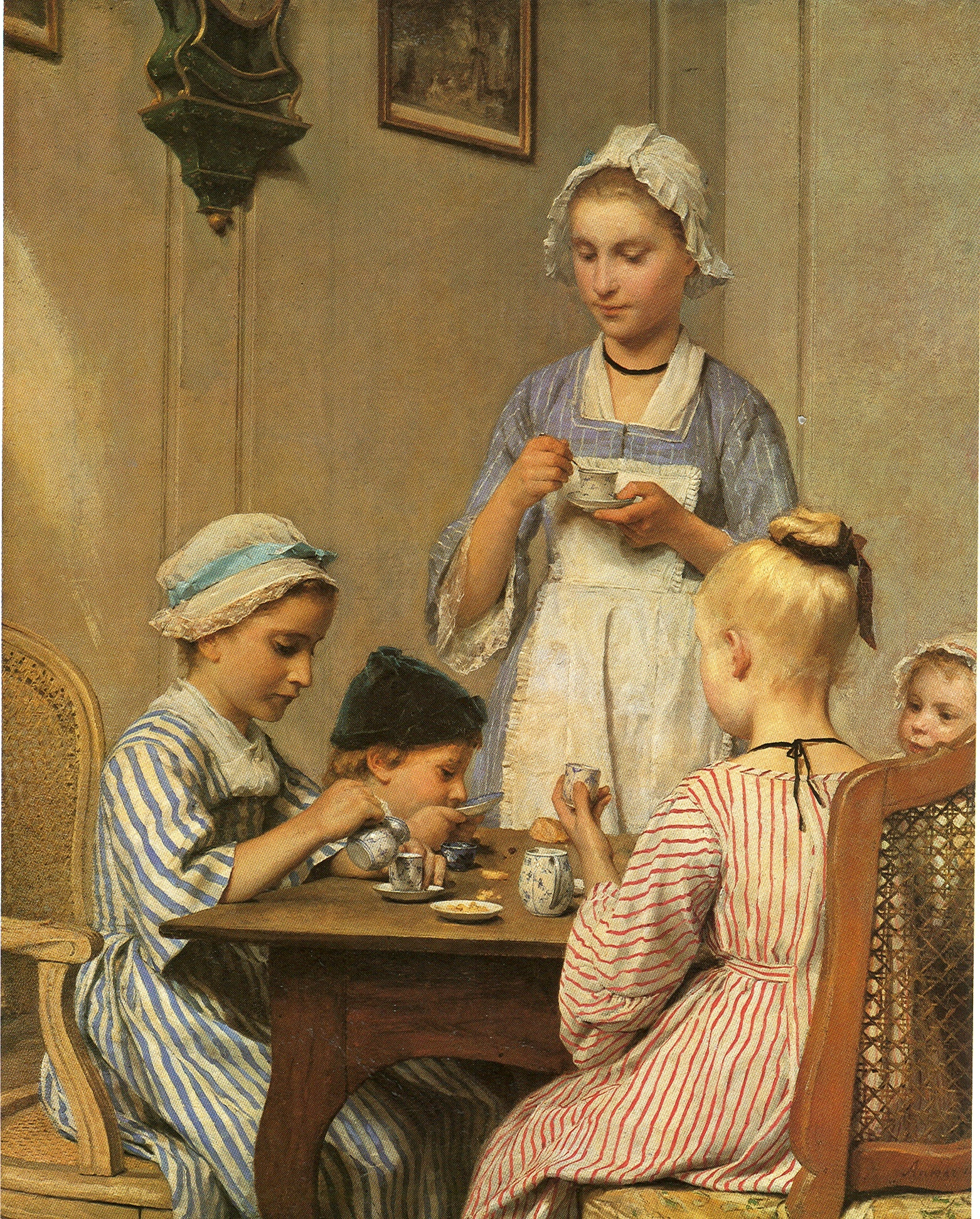
Dzieci przy śniadaniu
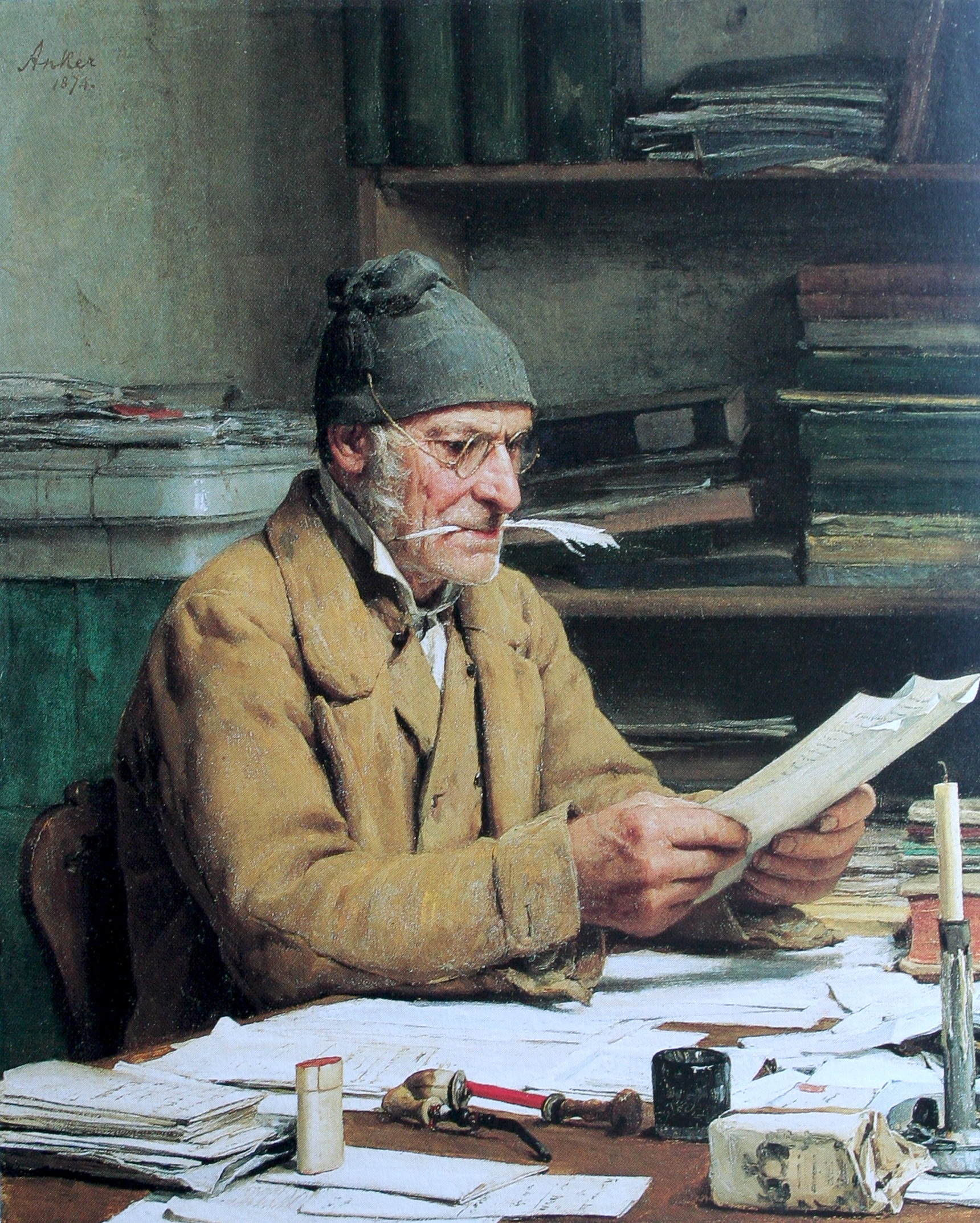
Pisarz gminny
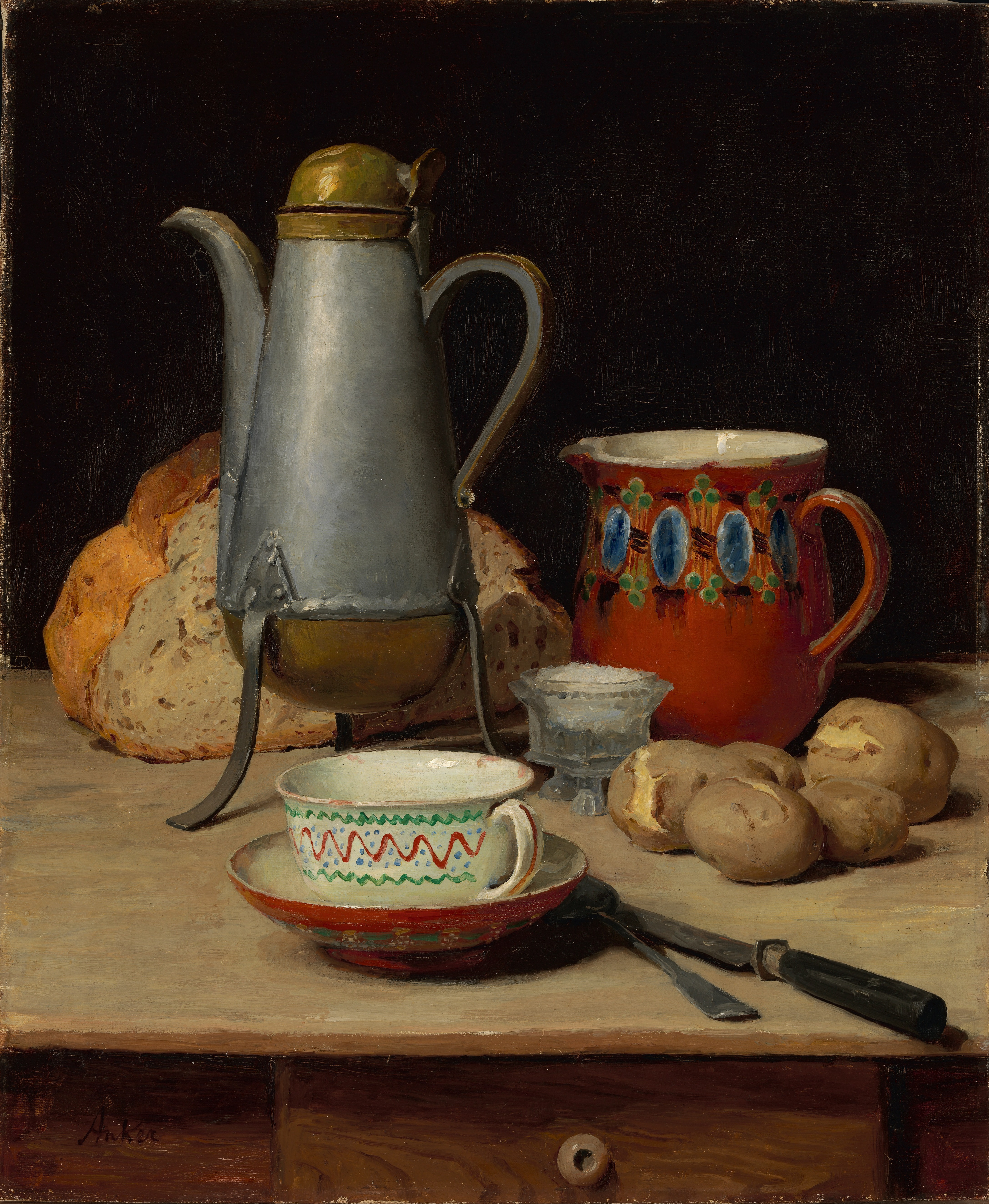
Martwa natura z ziemniakami